# Pierre-Émile Gigaux de Grandpré
Pour les articles homonymes, voir Grandpré (homonymie).
Pierre-Émile Gigaux de Grandpré (Saint-Martin-de-Ré , 8 décembre 1826 - Hanoï, 1er novembre 1908) est un peintre français.

## Biographie
Pierre-Émile Gigaux de Grandpré est le fils de Charles François Étienne Achille Gigaux de Grandpré, receveur des contributions indirectes à Tonnay-Charente puis receveur entrepositaire des tabacs, et de Rosalie Malvina Charrier.
Élève de Nicolas-Alphonse Benassy-Desplantes, peintre orientaliste et de marine, il participe aux salons de 1857 et de 1865. Ses rares productions se sont toujours vendues très cher aux enchères, ainsi son Arrivée d'une galère au pied de la Mosquée Sainte-Sophie à Constantinople a été adjugé à 150 000 euros le mercredi 29 février 2012 à Drouot Richelieu ce qui donne raison à Jules Verne qui avait écrit de lui : « jeune peintre d'avenir. Considérant que M. Gigaux (sic) dessine et que son coloris deviendra sérieux et puissant [...] possède les vraies qualités d'un peintre, et nous pensons que l'avenir lui donnera tout à fait raison ». En février 1898, Gigaux de Grandpré demeure à Haïphong au Tonkin lorsque meurt son épouse. Il est probablement décédé en cette ville ultérieurement.

## Œuvres
- L'arrivée d'une galère au pied de la Mosquée Sainte-Sophie à Constantinople, 1890 (Voir)
- Assemblée près d'une rive en Inde, 1860 (Voir)
- Naufrage du Calédonien, 1874 (Voir)
- Paysage animé en Indochine, 1898 (Voir)
- La promenade du Harem, 1883 (Voir)
- Combat Naval, 1848 (Voir)
- Paysage oriental avec felouques (Voir)
- Felouque sur le Nil (Voir)
- Le Port de La Rochelle
- Débarquement de colons dans le port d'Alger, 1857
- Incendie de la rade de Bordeaux dans la nuit du 28 au 29 septembre 1869
- Réunion de chefs à Alger
- Le Port de Nantes en 1867
- Petit navire à voile du Nil